# Hohenau (Niemcy)
Hohenau – miejscowość i gmina w Niemczech, w kraju związkowym Bawaria, w rejencji Dolna Bawaria, w regionie Donau-Wald, w powiecie Freyung-Grafenau. Leży w Lesie Bawarskim, około 5 km na południowy zachód od miasta Freyung, przy drodze B533.

## Dzielnice
W skład gminy wchodzą następujące dzielnice: 
| - Adelsberg - Bierhütte - Buchberg - Bucheck - Eppenberg - Glashütte - Haag - Haslach | - Hohenau - Hötzelsberg - Hundswinkel - Kapfham - Kirchl - Kramersbrunn - Neuraimundsreut - Oberkashof | - Raimundsreut - Sägmühle - Saldenau - Saulorn - Schönbrunn am Lusen - Schönbrunnerhäuser - Unterkashof - Weidhütte |

## Demografia
Dane o ludności z 31 grudnia 2008:
| Opis                                | Ogółem | Ogółem | Kobiety | Kobiety | Mężczyźni | Mężczyźni |
| ----------------------------------- | ------ | ------ | ------- | ------- | --------- | --------- |
| Jednostka                           | osób   | %      | osób    | %       | osób      | %         |
| Populacja                           | 3449   | 100    | 1700    | 49,29   | 1749      | 50,71     |
| Wiek przedprodukcyjny (0–17 lat)    | 634    | 18,38  | 301     | 8,73    | 333       | 9,65      |
| Wiek produkcyjny (18–65 lat)        | 2226   | 64,54  | 1042    | 30,21   | 1184      | 34,33     |
| Wiek poprodukcyjny (powyżej 65 lat) | 589    | 17,08  | 357     | 10,35   | 232       | 6,73      |

## Polityka
Wójtem jest Eduard Schmid z CSU, rada gminy składa się z 16 osób.
|      | CSU | SPD/FWG | FW | JWU | FWG | Razem |
| 2008 | 8   | 4       | 2  | 2   | -   | 16    |
| 2002 | 5   | 5       | 3  | 2   | 1   | 16    |

## Współpraca
Miejscowość partnerskia:
- Toszek, Polska